# Rimicola glacialis
Rimicola glacialis är en plattmaskart som beskrevs av Böhmig 1908. Rimicola glacialis ingår i släktet Rimicola och familjen Isodiametridae.
Artens utbredningsområde är Södra Ishavet. Inga underarter finns listade i Catalogue of Life.